# 601. skupina speciálních sil

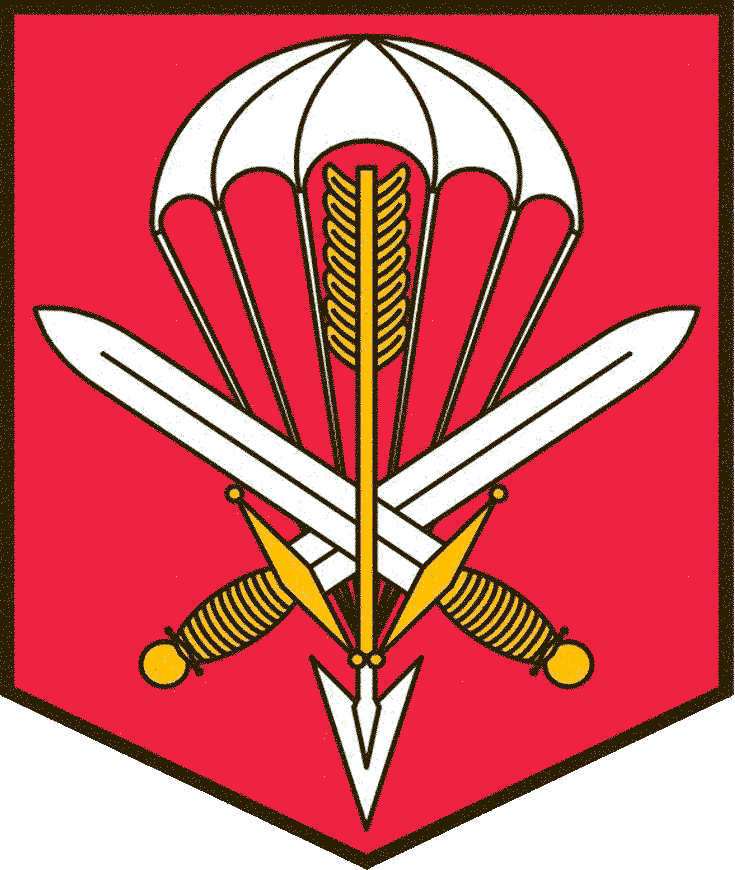
Emblem der 601. skss

601. skupina speciálních sil generála Moravce (englisch 601st Special Forces Group, deutsch wörtlich 601. Gruppe der Speziellen Kräfte „General Moravec“) ist eine Spezialeinheit der Tschechischen Streitkräfte.

## Auftrag
Das Einsatzspektrum ist weit gefächert und umfasst neben den klassisch militärischen Einsatzprofilen mit Aufklärung, In- und Exfiltrierung, Jagdkampf und Kommandoeinsätzen zudem verdeckte, nachrichtendienstliche Informationsgewinnung und die Terrorismusbekämpfung wie Geiselbefreiung.

## Organisation
Die Einheit ist direkt dem Verteidigungsminister unterstellt und dem Chef des militärischen Nachrichtendienstes zugeordnet.

## Geschichte
Die Einheit wurde im Jahr 1952 als Luftlandetruppe gegründet. Seit 1960 ist sie in Prostějov stationiert. Anfang der 1970er-Jahre wurde sie für Späh- und Sonderzwecke umstrukturiert. Die Einheit trägt seit 2003 ihre heutige Bezeichnung. Der Ehrenname General Moravec erinnert an den Chef des militärischen Nachrichtendienstes der Tschechoslowakei und der tschechoslowakischen Exilregierung in London František Moravec, der unter anderem die Operation Anthropoid mit dem Attentat auf Reinhard Heydrich vorbereitete. Das Motto der Einheit lautet DUM SPIRO SPERO (auf Deutsch sinngemäß: So lange ich atme, habe ich Hoffnung).

## Einsätze
Die Einheit wurde in mehreren Operationen im Ausland eingesetzt. Sie beteiligte sich an Operationen im Irak, an der Operation Enduring Freedom in Afghanistan und Kuwait, an der ISAF und in Europa im Rahmen der AFOR, KFOR, SFOR, IFOR und UNPROFOR. Ihr erster Auslandseinsatz war in Saudi-Arabien während des Zweiten Golfkrieges.